# Памятник советско-польскому братству по оружию (Варшава)

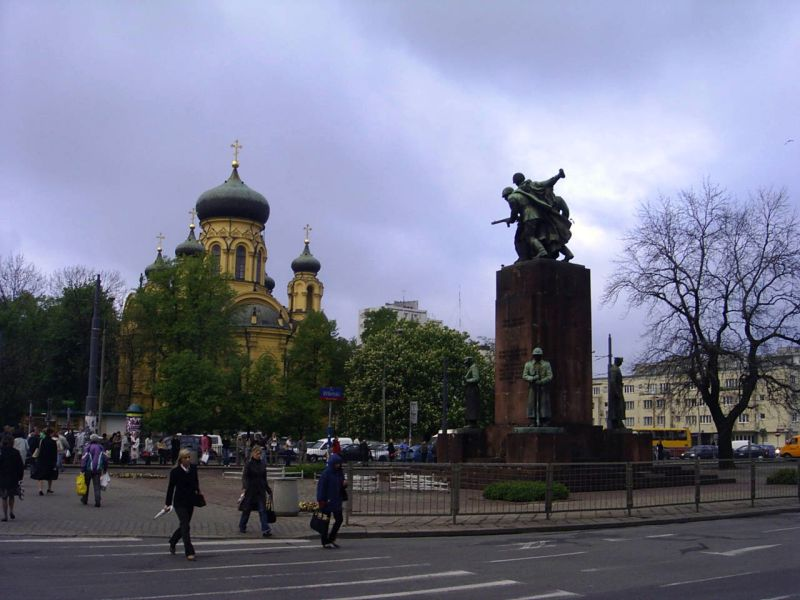

Памятник Советско-Польскому Братству по оружию, в простонародии Четверо спящих — памятник на Праге на площади Виленского вокзала (бывшего Петербургского на конечной станции Петербурго-Варшавской железной дороги) в Варшаве. Там были изображены два советских и два польских солдата.  

## История
Памятник Советско-Польскому Братству по оружию открыт 18 ноября 1945 года. 
На постаменте надписи на русском и польском языках: «Слава героям Советской армии. Братьям по оружию, отдавшим свои жизни за свободу и независимость польского народа, жители Варшавы воздвигли этот памятник». 
Авторы памятника: скульпторы Станислав Сикора, A. Nieńko, Stefan Momot, Józef Trenarowski, Józef Gazy, Bohdan Lachert.
На этой же площади находится церковь Марии Магдалины (1867—1869 гг.; арх. Сычев Н. А.); с 1921 года — кафедральный собор Польской автокефальной православной церкви).
Памятник имеет своих «рязанских» братьев — на главной площади парка Советско-Польского братства, в сквере на площади генерала армии В.Ф.Маргелова в Рязани, и на территории Польского лесного мемориала в Сельцах. Все они имеют одинаковое название. 

### После 1991 года
Первая попытка уничтожить памятник была предпринята в 1992 году, но тогда его отстояли жители Варшавы. В 1994 году между правительствами Польши и России было заключено межгосударственное российско-польское соглашение, по которому памятник был включён в особый перечень объектов, перенос которых Польша должна согласовывать с Россией.

### Демонтаж
В марте 2010 года польская сторона обратилась к России с предложениями относительно намечаемого демонтажа и переноса памятника в связи со строительством II-й линии варшавского метрополитена, но ответа от российского МИДа так и не получила.
В ноябре 2011 года памятник был демонтирован (по официальной версии — с планами по восстановлению его после строительства линии метро на прежнем месте). В опросах, проведенных в ноябре 2012 года по поручению мэрии Варшавы (так называемый Барометр Варшавский) и в ноябре 2013 по заказу «Газеты Выборчей», большинство жителей Варшавы высказались в пользу повторной установки памятника на нынешнем месте или рядом с ним. Против возвращения «четверых спящих» в Варшаву выступала, в частности, группа жителей, а также Институт национальной памяти (Польша), которым была организована соответствующая пропагандистская кампания.
26 февраля 2015 года Рада г. Варшавы отменила собственное решение о восстановлении памятника на прежнем месте.

## Память
Памятнику посвящена почтовая марка СССР 1955 года номиналом 40 копеек (ЦФА [АО «Марка»] № 1807), а также выпущенная в том же году почтовая марка ПНР  (Sc #671).

## Галерея

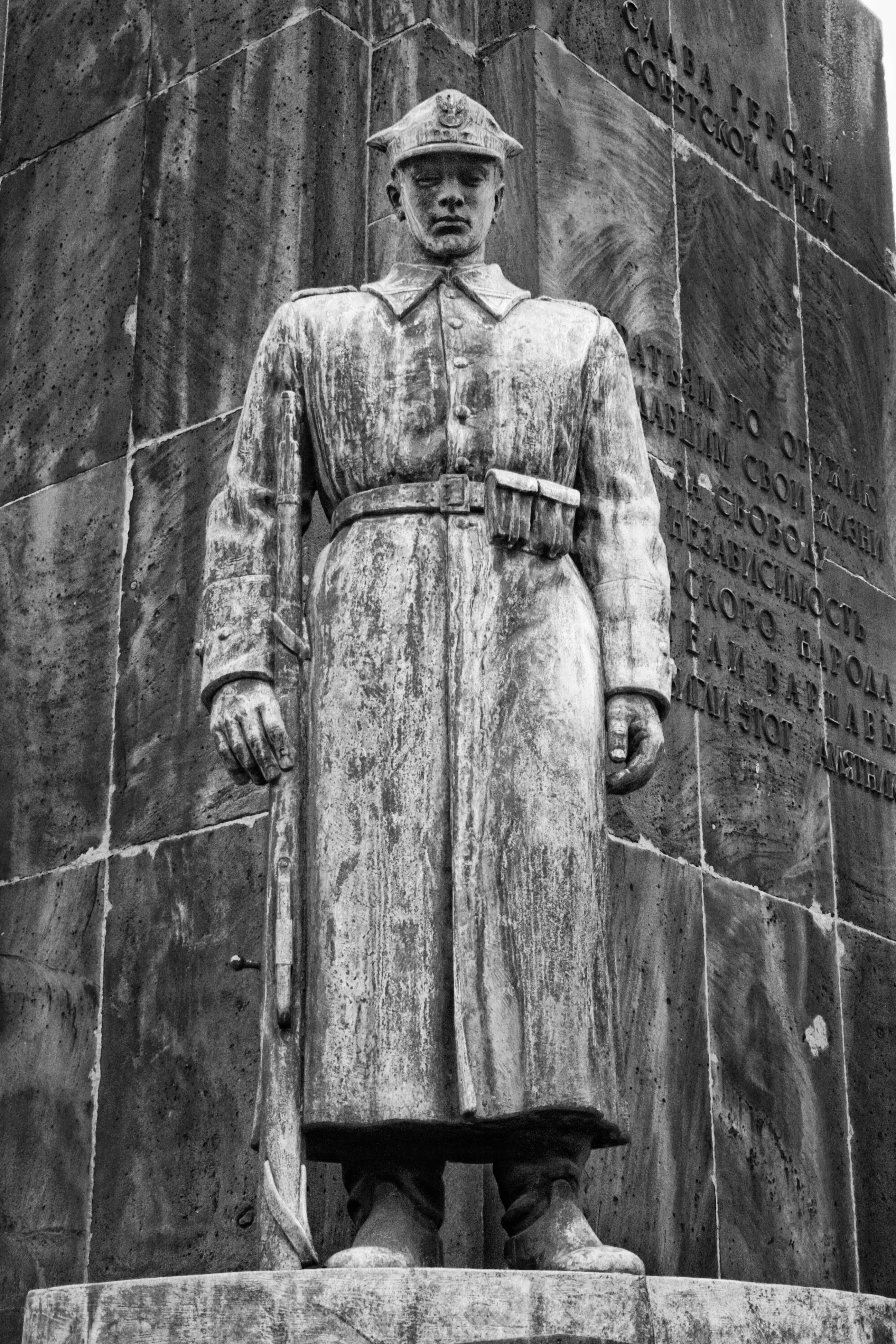
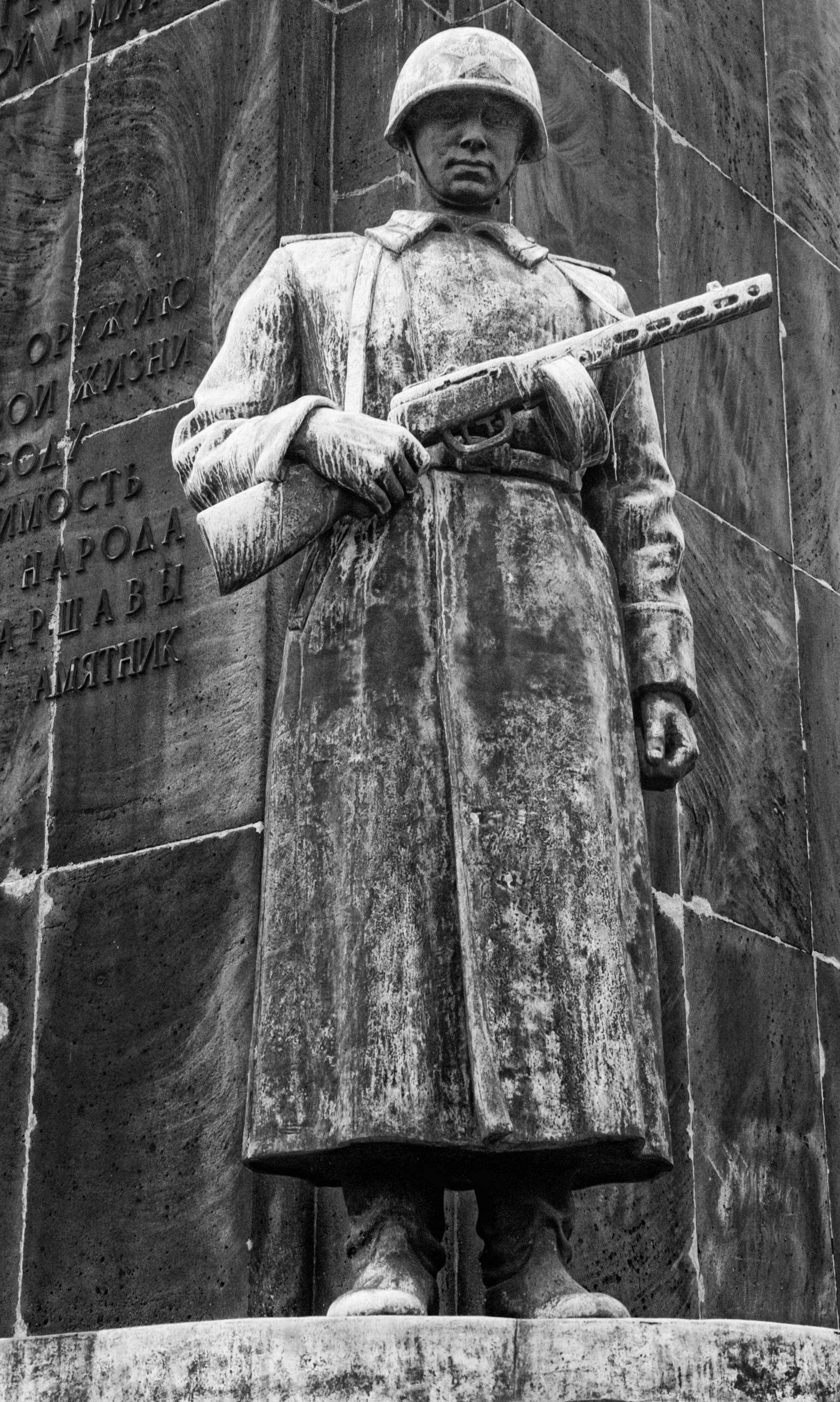
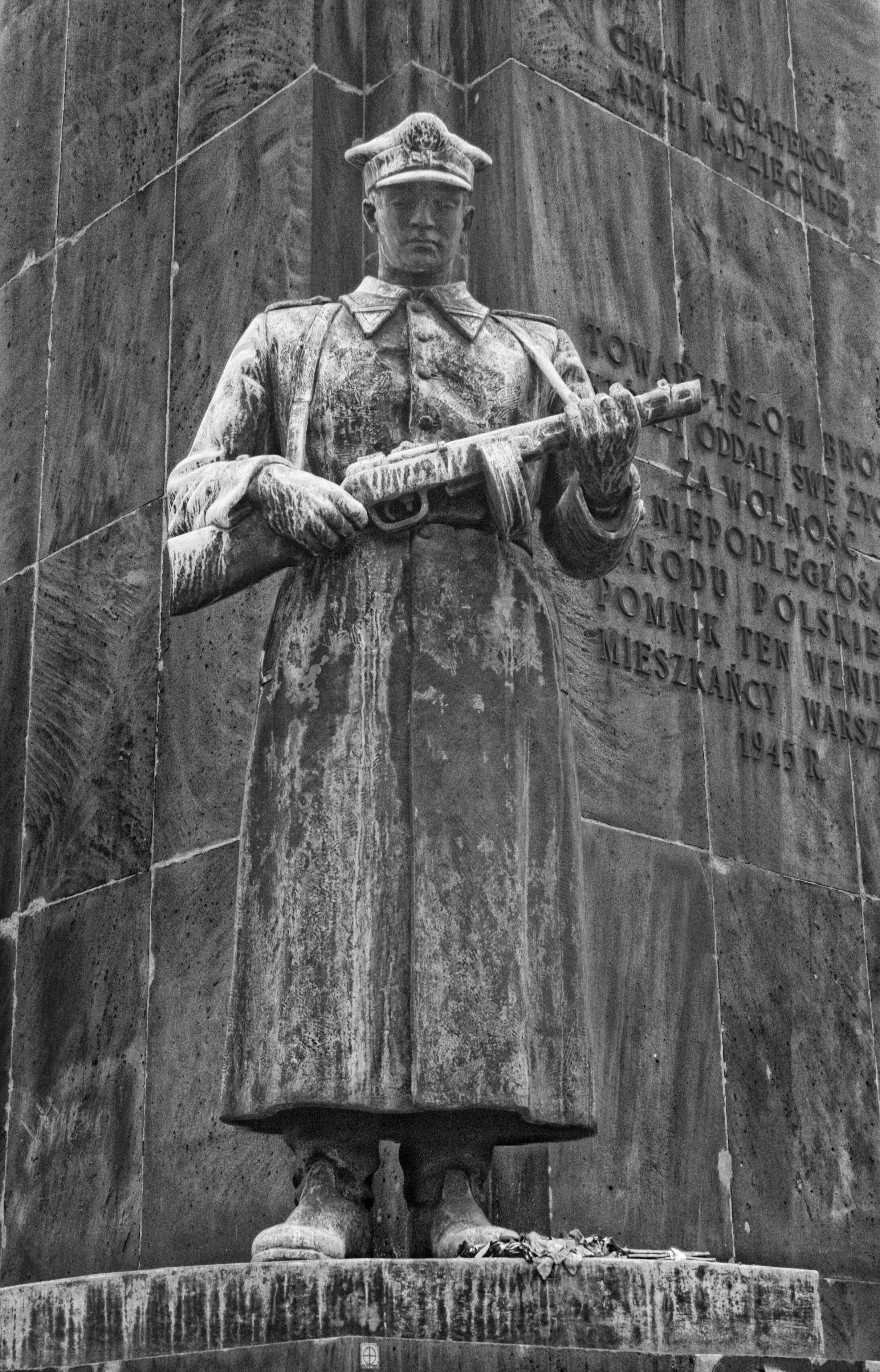
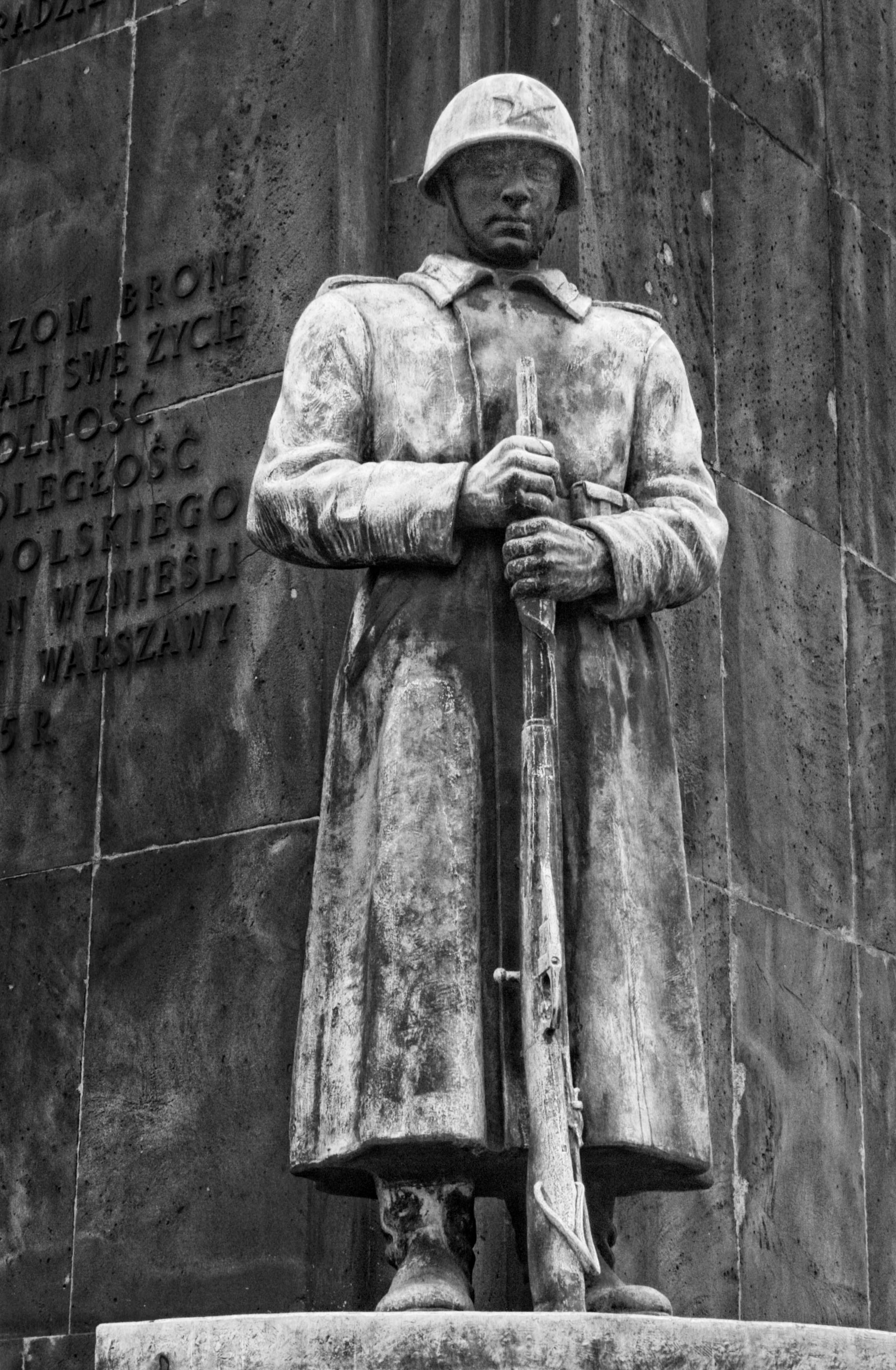
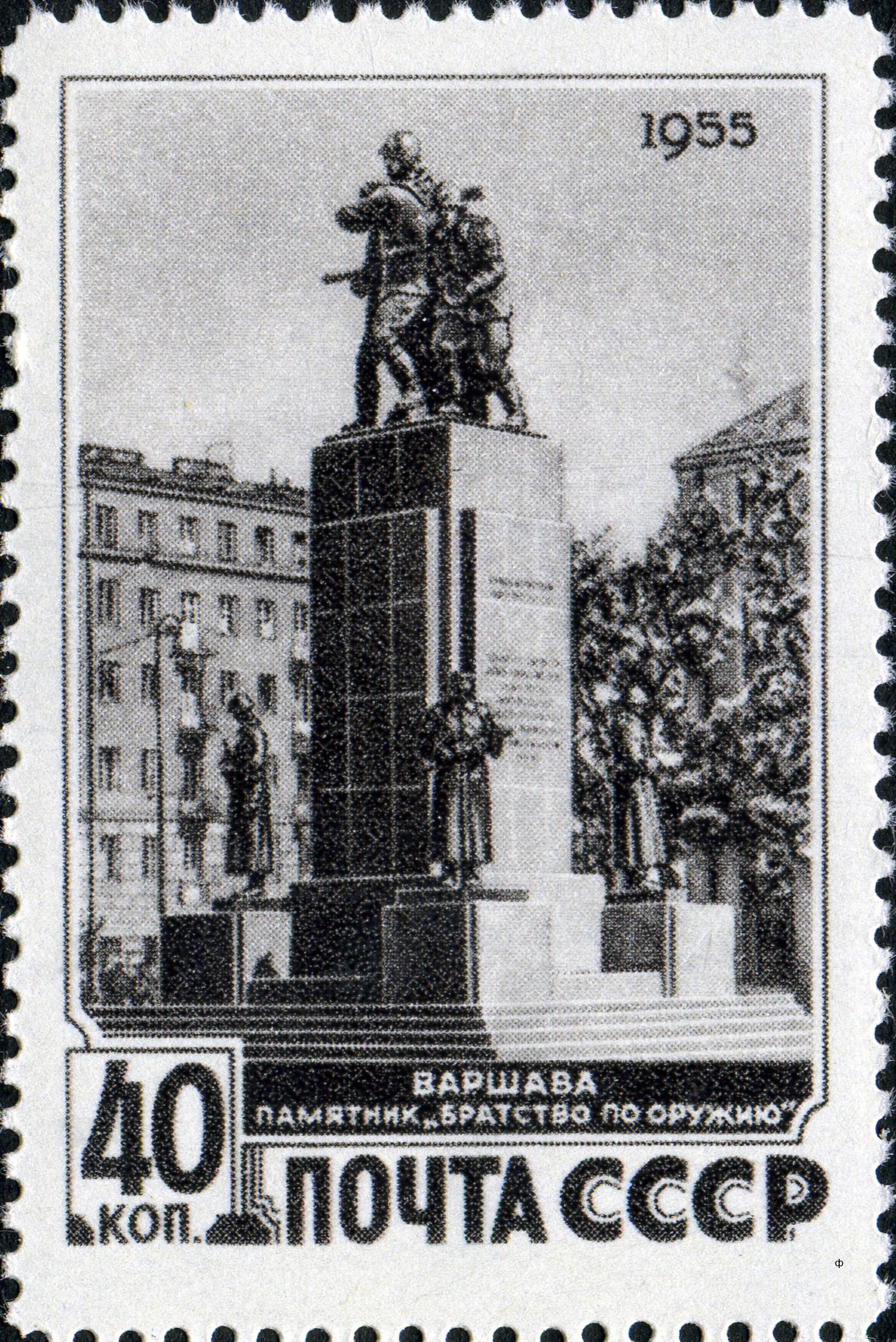
Почтовая марка СССР 1955 года